# .by

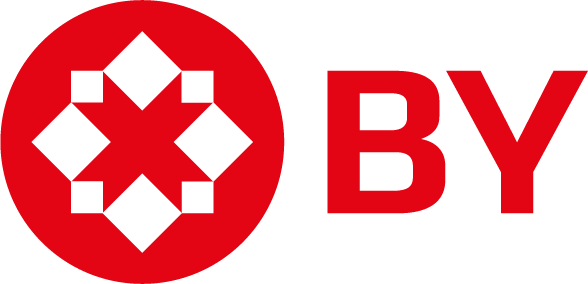
لوگو by

by. دامنه اینترنتی کشور بلاروس است.